# Kamel Zaiem
Kamel Zaïem (* 25. Mai 1983 in Ariana) ist ein ehemaliger tunesischer Fußballspieler.
Der Mittelfeldspieler wurde mit Espérance Tunis dreimal tunesischer Meister, mit FK Partizan Belgrad 2009 Serbischer Meister und Pokalsieger. Für die tunesischen Fußballnationalmannschaft stand er 14 mal auf dem Feld.
Zaïem beendete Anfang 2015 seine Karriere.